# Erich Mülbe
Erich Mülbe (* 23. November 1898 in der Stralauer Vorstadt; † 29. Dezember 1976 in Essen) war ein deutscher Offizier, Historiker und Publizist.

## Leben
Mülbes Eltern waren Julius Friedrich Ferdinand Mülbe und Martha Helena Emilie geb. Conrad († 1915). Beide stammten aus pommerschen Landarbeiterfamilien. Der Vater war Milchhändler in Tegel. Evangelisch getauft und erzogen, besuchte Mülbe „vom Michaelistage 1904 bis wiederum Michaelis 1914 die Realschule, später die Humboldt-Oberrealschule in Tegel“.

### Soldat 1914–1920
Mit dem Zeugnis der Primareife ging er am 1. Oktober 1914 als 15-jähriger Freiwilliger zum Deutschen Heer. Er wollte die Soldatenlaufbahn auf dem Wege des Avantageurs einschlagen. Im Ersten Weltkrieg kämpfte er im Osten, Süden und Westen bei Maschinengewehr-Abteilungen. Er wurde befördert und ausgezeichnet, aber erst auf ein Immediatgesuch seines Abteilungsführers beim Kaiser im März 1918 zum Offizier ernannt. Bis Kriegsende war er Abteilungsführer der Gebirgs-M.G.-Abteilung 257, die er bis zum Januar 1919 in Seesen demobilisierte. Im Spartakusaufstand, bei der Baltischen Landeswehr (Sommer 1919) und im Ruhraufstand stand er in einem Offizierbataillon. Er wurde Zugführer, Bataillonsadjutant, Regimentsadjutant und (wieder) Kompanieführer. Er erlitt eine Verwundung und erhielt das Eiserne Kreuz, das Baltenkreuz und eine Belobigung durch Brigadebefehl. Erst im Herbst 1920 konnte er zur Aufnahme des Studiums an der Westfälischen Wilhelms-Universität Urlaub nehmen. Seinen Abschied erhielt er am 1. Januar 1921, als sein Regiment zum 18. Infanterie-Regiment wurde.

„Hinter mir lagen sieben schwere, aber auch reiche Jahre. Sie waren schwer durch alles Elend, das ich mit ansah; aber sie waren auch unendlich reich an großen Heereszügen in aller Welt: in Litauen, Polen, Ungarn und Rumänien, in Kroatien, Slawonien, Tirol und Oberitalien; durch Nordfrankreich ging es und durch Belgien nach Ostfrankreich und hinüber nach Kurland und dann wieder zurück und durch halb Deutschland.“

### Studium und Beruf 1921–1935
In der Weimarer Republik ging er nach dem Wintersemester in Münster bei der August Thyssen-Hütte in Dinslaken in die Lehre. Als Werkstudent studierte er im Sommersemester 1921 an der Universität Hamburg Staatswissenschaften, Geschichte und Philosophie. Er hörte bei Max Lenz, Erich Ziebarth, Karl Rathgen, Friedrich von Gottl-Ottlilienfeld und Bruno Cassirer, manchmal auch bei Robert Petsch und Agathe Lasch. In den Herbstferien war er Lehrling bei der Hamburg-Amerika-Linie. Im Wintersemester 1921/22 durfte er regelmäßig, auch vormittags in die Kollegs gehen. Vor allem durch Lenz und sein Kolleg über die Geschichte der Reformation gewann er Freude am Studieren. Und Leopold von Ranke rückte in sein Blickfeld. An der Friedrich-Wilhelms-Universität zu Berlin endete das Werkstudententum. Bei Erich Marcks, Friedrich Meinecke, Albert Brackmann und Ernst Perels studierte er Geschichte. Philosophie studierte er bei Eduard Spranger und Heinrich Maier, Staatswissenschaften bei Max Sering, Werner Sombart, Heinrich Herkner, Ignaz Jastrow und Ludwig Bernhard. Das Wintersemester 1923/24 verbrachte er an der Universität Wien, wo er Alfons Dopsch, Heinrich von Srbik und Othmar Spann hörte. Zwei Semester brauchte er, um seine Lateinkenntnisse zu erweitern und die Ergänzungsprüfung abzulegen. Mit einer Doktorarbeit über Leopold von Ranke wurde er 1930 magna cum laude und valde laudabile zum Dr. phil. promoviert. Die Referenten waren Erich Marcks und Eduard Spranger. Dass er sich mit Ranke befasste, zeigt auch Mülbes Haltung: Ranke vertrat die systematische, quellenkritische Arbeitsmethode und objektive, an Tatsachen orientierte Geschichtsschreibung. Anschließend ging er wirtschaftspolitischen und publizistischen Tätigkeiten nach, beim Reichsverband der Deutschen Industrie (Jakob Wilhelm Reichert), im Auswärtigen Amt (Roland Köster) und bei der Lufthansa. Zwischen 1926 und 1936 reiste er mehrere Male nach West- und Südeuropa.

### Wehrmacht 1936–1946
Auch für die Propaganda der Wehrmacht tätig, redigierte er mit Hans Henning von Grote in den 1930er Jahren die Zeitschrift „Das Ehrenkreuz“. Bis zur Ausgabe 40 vom 30. September 1936 war Grote Hauptschriftleiter. Ihm folgte bis zum Ende der Zeitschrift im Oktober 1936 Mülbe, der auch selbst Artikel schrieb. Die Illustrierte im Format 35,3 × 25,2 cm hatte pro Ausgabe 16 Seiten und wurde in der privaten Druckerei Carl Sabo wöchentlich bis zum 28. Oktober 1936 produziert. Ab 1. November erschien sie zweimal im Monat unter dem Titel Die Wehrmacht. In dieser Zeitschrift wollte Mülbe  soldatische Tugenden, das Verhalten der Soldaten im zivilen Leben und das Verhältnis zwischen Wehrmacht und Bevölkerung unterhaltsam darstellen. Er befasste sich mit James Keith und Hermann von Boyen. Für Die Wehrmacht schrieb er die erste Flugreportage der Luftwaffe.
Mülbe kam im März 1936 als Zivilangestellter zum Wehrkreiskommando X in Hannover. Im August 1936 wurde er als Hauptmann (Ergänzungs-Offizier) Presse- und Propagandaoffizier. 1937 veröffentlichte er ein Buch über die Aufstellung des XI. Armeekorps in Hannover. Das Buch wurde 1946 auf die Liste der auszusondernden Literatur gesetzt. Mülbe trat in seinen Veröffentlichungen für Erich Weniger ein. Im Herbst 1938 wurde er in Hameln Kompaniechef im Infanterie-Regiment 74 der 19. Infanterie-Division. Beim Überfall auf Polen kam er zur 61. Infanterie-Division. Er leitete die Offiziers- und Anwärterlehrgänge seines Regiments. Nach einem Kommandeurlehrgang im Frühjahr 1940 zum Major (E) befördert, nahm er als Kommandeur III/176 am Westfeldzug teil (Montmédy, Verdun, Nancy). Er erhielt ein Jahr Vorpatent und wurde in die Rangliste der vollaktiven Offiziere überführt. Er war Kommandeur von Ausbildungsbataillonen und Lehrgängen. „Zur Auffrischung der italienischen Sprachkenntnisse“ wurde er im Sommer 1941 für sechs Wochen nach Italien beurlaubt. Nach Beginn des Deutsch-Sowjetischen Krieges war er Kommandeur II./Infanterie-Regiment 284. Im Februar 1942 war er mit der Führung des Infanterie-Regiments 287 (96. Infanterie-Division) beauftragt. Im Herbst 1942 war er Lehrgangskommandeur an der Feldunteroffiziersschule Deba auf dem Truppenübungsplatz Süd im Generalgouvernement. Nach mehreren Kommandeurverwendungen kam er im Dezember 1943 mit einem Sonderauftrag der Armee an die Italienfront. Im Januar 1944 wurde er zum Kommandeur des Infanterie-Regiments 126 und zum (letzten) Kommandanten von Ostende ernannt. Ende August 1944 kam er nach Abwehrkämpfen an der Seine beim Durchbruch durch die Third United States Army unter George S. Patton in amerikanische Kriegsgefangenschaft in England und in den Vereinigten Staaten. Im Winter 1944/45 hielt er an der Lagerhochschule in Trinidad (Colorado) geschichtliche Vorlesungen. In beiden Lagern (Afrikakorps und Westfront) sprach er vor jeweils 600 Offizieren über Kriegsgeschichte (vom Earl of Marlborough bis Napoleon Bonaparte) und über Allgemeine Geschichte im 18. Jahrhundert.

### Zivilist 1946–1954
Aus der Gefangenschaft entlassen, nahm er im Sommer 1946 seine Studien zur Ergänzung der allgemeinen und wirtschaftlichen Kenntnisse wieder auf. Im Herbst 1947 bewarb er sich um Anstellung bei der Deutschen Kohlenbergbau-Leitung (DKBL). Im Februar 1948 begann er seine Tätigkeit als Referent in der Informationsabteilung. Vom Herbst 1948 bis zum Frühjahr 1949 war er im Finance-Department der Coal Control Group in der Villa Hügel in Essen tätig. In der Informationsabteilung der DKBL hatte er die Kohlenresonanz in den Publikationsorganen des In- und Auslandes zu verfolgen und Bücher, Schriften und Aufsätze zu verfassen (Herders Lexikon, Bergbau). Mit Hubert Berke und Heinz Schildknecht redigierte er den Ruhr-Almanach. Das Vertragsverhältnis bei der DBKL endete am 31. Dezember 1954. In Essen (Hohe Warte 25) wohnhaft, ersuchte er das Amt Blank „gehorsamst um Wiedereinstellung in den aktiven Heeresdienst“. Wegen Überschreitung der für seinen Dienstgrad festgesetzten Altersgrenze wurde das Gesuch am 27. November 1956 vom Bundesminister für Verteidigung abgelehnt.

## Ehe

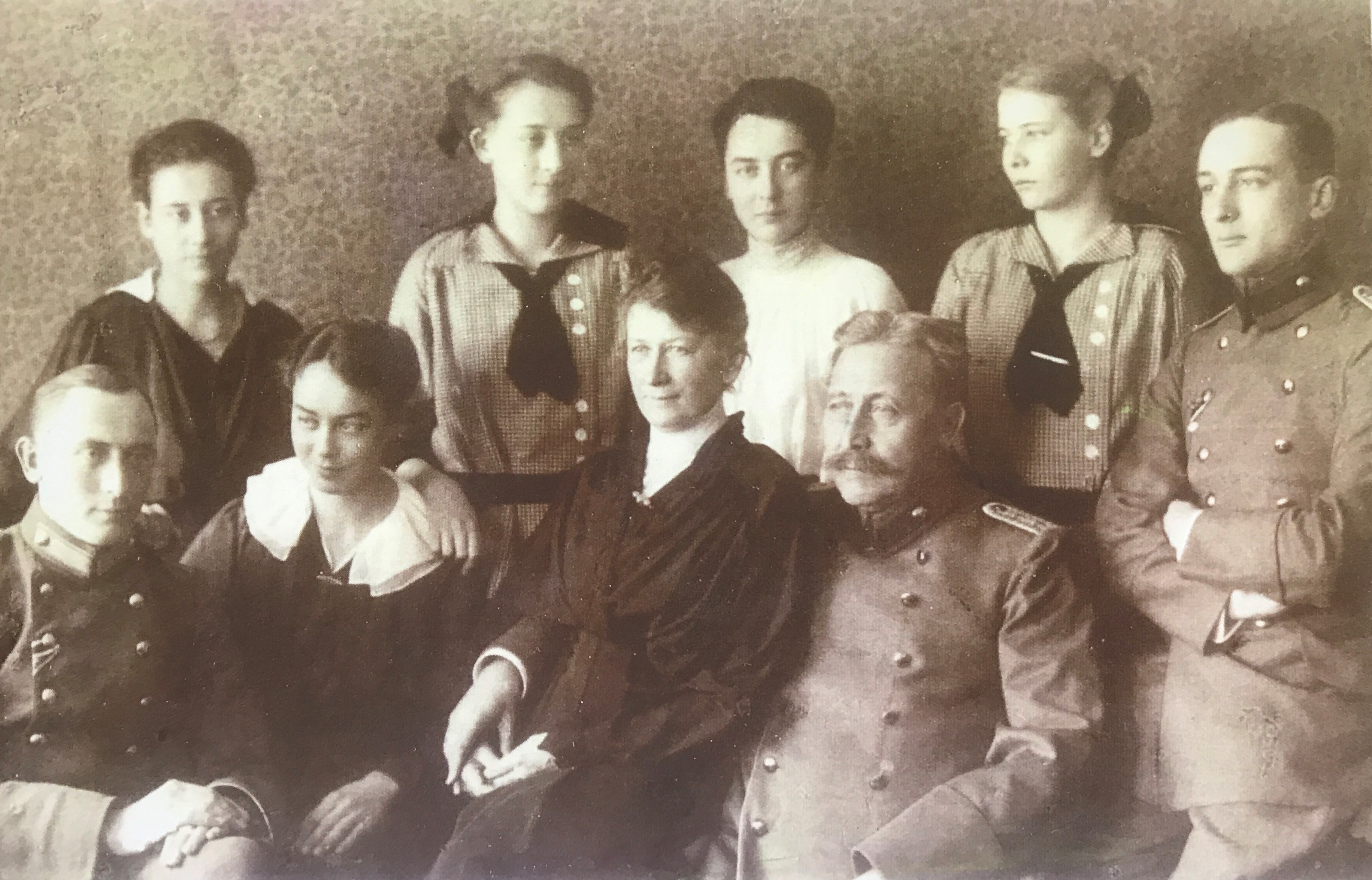
Mülbes Frau (2. re.) und ihre Zwillingsschwester (2. li.)

Verheiratet war Mülbe seit dem 10. Februar 1940 mit Margarethe Jung, Tochter des Eisenhüttenunternehmers Gustav Jung. Kennengelernt hatte er sie Ende der 1930er Jahre in einem Kreis um Gerhart Hauptmann, zu dem sie als Nichte (2. Grades) von Friedrich Schmidt-Ott gefunden hatte. Sie war Cousine (2. Grades) von Günther Ramin, der selbst ebenfalls Neffe (2. Grades) von Friedrich Schmidt-Ott war. Über Margarethes Zwillingsschwester Elisabeth ist Erich Mülbe Onkel von Heinrich Bonnenberg.

## Archivalische Fehlanzeigen
Das Stadtarchiv von Ostende besitzt eine Reihe von Fotos von der Befreiung 1944, aber keine Fotos vom Kommandanten Mülbe. Auch die Findmittel der Belgischen Staatsarchive nennen den Namen Mülbe nicht. Die Datenbanken vom Nationaal Archief der Niederlande geben auch keine Nennung für Mülbe/Muelbe/Mulbe.

## Veröffentlichungen
- Selbstzeugnisse Rankes über seine historische Theorie und Methode im Zusammenhang der zeitgenössischen Geistesrichtungen. Beitrag zur Geschichte der Geschichtsschreibung. Berlin 1930.
- Hier schlägt Deutschlands Soldatenherz! Reichskriegertag Kassel 1936 am 4./5. Juli, in: Das Ehrenkreuz vom 1. Juli 1936, Nr. 27, S. 4.
- Meine Dienstzeit im XI. Armeekorps (Wehrkreis XI). Berlin 1937.
- Der Freikorpsunteroffizier, in: Jürgen Hahn-Butry: Das Buch vom deutschen Unteroffizier. P. Francke, 1936. GoogleBooks